# 阿根廷商業大學
阿根廷商業大學（西班牙語：Universidad Argentina de la Empresa，UADE）是阿根廷布宜诺斯艾利斯的一所私立大学。它是由阿根廷企业商会於1957年创办。 
该校在布宜诺斯艾利斯和皮纳马设有校区。布宜诺斯艾利斯校区拥有75000平方米的教室、实验室、图书馆、体育中心、体育馆和宿舍。